# نيكولاوس أجير
نيكولاوس أجير (بالفرنسية: Nicolas Ager)‏ هو عالم نبات فرنسي، ولد في 11 ديسمبر 1568 في إتينهيم في فرنسا، وتوفي في 20 يونيو 1634 في ستراسبورغ في فرنسا.